# Rolls-Royce Phantom V

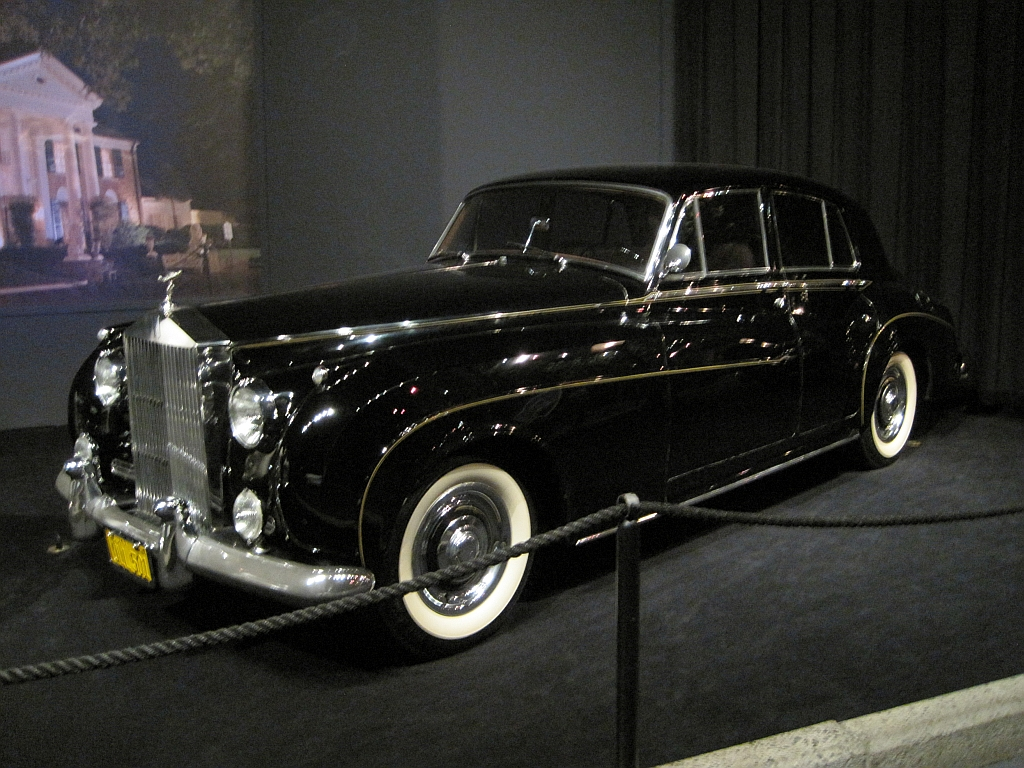
Elvis Presley Rolls-Royce Phantom V

Rolls-Royce Phantom V — четырёхдверный представительский седан, выпускавшийся компанией Rolls-Royce Motor Cars с 1959 по 1968 год. В общей сложности было выпущено 516 экземпляров Phantom V.

## Описание
Созданный на базе Silver Cloud II, Rolls-Royce Phantom V оснащён двигателем V8 и автоматической коробкой передач General Motors Hydramatic своего младшего брата. Rolls-Royce соединил в себе шасси автомобилей и трансмиссии с органами управления, кузовом, сделанным по дизайнерским проектам от HJ Mulliner, Park Ward, и James Young, бывших поставщиков, поглощённых Rolls-Royce.
6230 см³ 90-градусный 8-цилиндровый двигатель, оснащённый двумя карбюраторами SU, сочетался с 4-ступенчатой автоматической коробкой передач. Автомобиль имел массивные барабанные тормоза и колесную базу 3683 мм. 4-ступенчатая автоматическая коробка передач и усилитель рулевого привода были стандартными.
С 1963 и позднее на автомобиль Silver Cloud III устанавливались более мощный, двигатель и новые передние крылья со встроенными четырехламповыми фарами, которые перешли и на Phantom V.

## Знаменитые владельцы
Автомобили, принадлежащие Елизавете II, были служебными автомобилями. На них был государственный флаг и освещенный геральдический щит над ветровым стеклом. Получив отставку с активной службы в 2002 году, в настоящее время они находятся на всеобщем обозрении на HMY Britannia.
Губернаторы Гонконга использовали Rolls-Royce Phantom V для торжественных случаев. Она была вывезена из Гонконга Королевским военно-морским флотом сразу же после передачи Гонконга в состав Китая 1 июля 1997 года.
Ещё одним владельцем этого автомобиля был шах Ирана Мохаммед Реза Пехлеви. С момента его изгнания автомобиль хранится в его королевской резиденции в Тегеране, и каждый раз в то время его показывали публике среди других роскошных автомобилей, принадлежащих шаху, в том числе уникальный Rolls-Royce Phantom VI.
Phantom V, выпущенный в 1962 году, принадлежал Королю Норвегии Олафу V в качестве государственного автомобиля.
Когда Phantom V Джона Леннона, известного лидера контр-культуры 60-х, пришёл с завода выкрашенным в белый цвет, Леннон перед вводом в эксплуатацию поручил оригинально раскрасить автомобиль.
|  |  |